# Израиль на летних Олимпийских играх 1988
Израиль принимал участие в Летних Олимпийских играх 1988 года в Сеуле (Корея) в девятый раз за свою историю, но не завоевал ни одной медали. Сборная страны состояла из 18 спортсменов (14 мужчин, 4 женщины), которые приняли участие в соревнованиях по боксу, спортивной гимнастике, художественной гимнастике, парусному спорту, стрельбе, плаванию, теннису и борьбе.